# Francesco Degrada
Francesco Luigi Libero Degrada (Milano, 23 maggio 1940 – Milano, 20 maggio 2005) è stato un musicologo, clavicembalista e curatore editoriale italiano.

## Biografia
Dopo la maturità classica, Degrada conseguì, nel 1964, la laurea in Lettere presso l’Università degli Studi di Milano. Agli studi universitari affiancò quelli musicali, diplomandosi in Pianoforte e, successivamente, in Composizione sotto la guida di Bruno Bettinelli, presso il Conservatorio del capoluogo lombardo. Nel medesimo istituto, frequentò il corso di direzione d’orchestra tenuto da Antonino Votto e a Cremona la Scuola di Paleografia musicale.
Iniziò la sua attività didattica nel 1965 come docente di Storia della musica presso il Conservatorio di Bolzano e come assistente presso l’Università di Milano. Dopo aver insegnato nei Conservatori di Brescia e della stessa Milano, nel 1980 Degrada divenne ordinario di Storia della musica presso l’ateneo milanese.
Nel 1967 fondò il Complesso Barocco di Milano, all’interno del quale svolse attività di clavicembalista e direttore.
Fu membro dei comitati direttivi di diverse riviste musicali - tra cui la «Rivista Italiana di Musicologia», «Studi Musicali» e «Il Saggiatore Musicale» - e dei comitati editoriali di edizioni critiche di autori quali Pergolesi, Vivaldi e Verdi. Fece parte altresì del comitato scientifico dell’Istituto di Studi verdiani di Parma.
Diresse alcune collane di edizioni musicali per «La Nuova Italia» di Firenze e per «Ricordi», di cui, dal 1971, fu consulente.
Collaborò anche con la RAI, il Teatro alla Scala e la Radio della Svizzera italiana.
Membro dell’Accademia Nazionale di Santa Cecilia, morì a Milano nel 2005.

## Opere (selezione)
- Il palazzo incantato: studi sulla tradizione del melodramma dal Barocco al Romanticismo, 2 voll., Fiesole, 1979.
- Gian Francesco Malipiero e la tradizione musicale italiana, in M. Messinis (a cura di), Omaggio a Malipiero, Firenze, 1977.
- I molti volti di "Idomeneo", in A. Ziino (a cura di), Musica senza aggettivi: studi per Fedele d'Amico, Firenze, 1991.
- Riflessioni sul "Don Giovanni" di Mozart, in T. Pecker-Berio (a cura di), Intorno a Massimo Mila, Firenze, 1994.
- Attualità di Vivaldi, in F. Degrada-M. T. Muraro (a cura di), Antonio Vivaldi: da Venezia all'Europa, Milano, 1978.
- Vivaldi e Metastasio: note in margine a una lettura dell' "Olimpiade", in F. Degrada (a cura di), Vivaldi veneziano europeo, Firenze, 1980.